# Verzinkboor

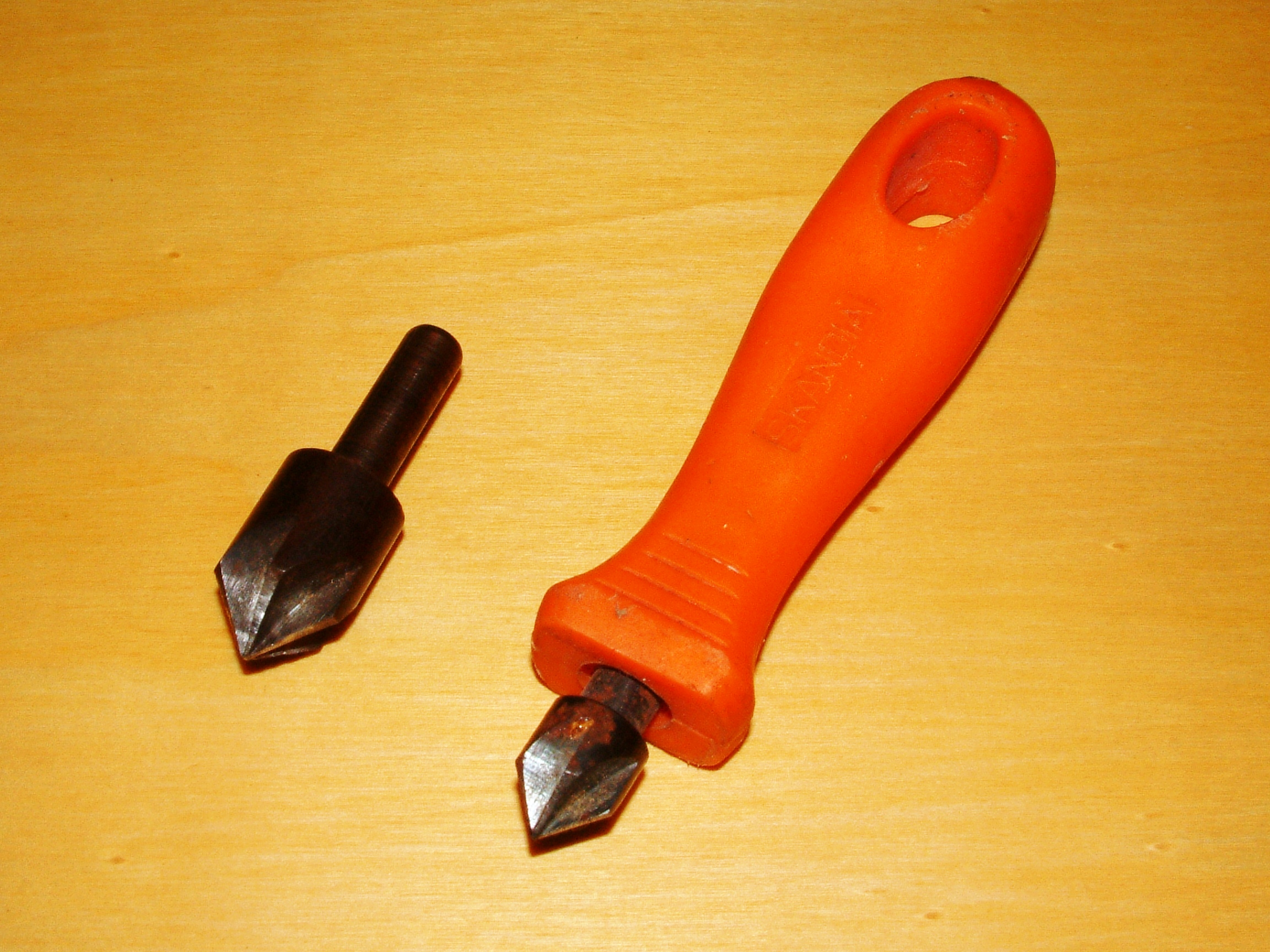
Verzinkboren

Een verzinkboor, ook wel soevereinboor, is een boor met een tophoek van 90° waarmee gaten kunnen worden verzonken. 
Het verzinken van een gat dient om:
- een gaatje op maat voor verzonken schroeven te maken, zodat deze gelijk met, of iets lager in het materiaal komen te zitten;
- mogelijk te maken dat gloeiende klinknagels gemakkelijker kunnen worden ingestoken;
- een scherp gat af te bramen, onder andere om verwondingen te voorkomen.

In de regel gebruikt men een kegelvormig klein boortje in een boormachine, zoals links op bijgaand plaatje. Rechts is het boortje van een handvat voorzien, dat werkt sneller bij zachte materialen of  werkstukken waar de boormachine niet bij het gat kan komen. Op deze manier kunnen schroeven mooi weggewerkt worden. 
Voordat er met de verzinkboor gewerkt wordt, dient eerst een gat te zijn geboord of geponst. De verzinkboor is niet geschikt om gaten te boren. Daar gebruikt men bij verzonken gaten een spiraalboor voor.